# دنارت
دنارت هي قرية في مقاطعة أصفهان، إيران. عدد سكان هذه القرية هو 2,243 في سنة 2006.